# Олександър Севидов
Олександър Севидов е украински футболист, полузащитник. Юноша на Шахтьор (Донецк). Играл е за Шахтьор (Донецк), Торпедо (Москва), Металург, Донецк и други.
От зимата на 2019 г. е старши треньор на Верея (Стара Загора).

## Кариера като играч
Възпитаник на донецкия „Шахтьор“. Играе в дублиращия състав на клуба, има 1 мач в Купата на Федерацията по футбол на СССР – през 1987 г., против харковския „Металист“. По време на войнишката си служба защитава цветовете на ЦСКА-2 Москва. След това играе последователно за украинските клубове „Заря“ (Луганск), „Металург“ (Запорожие), „Кривбас“, „Металург“ (Донецк) и за руските „Торпедо“ (Москва) и УралАЗ.

## Треньорска кариера
След края на футболната си кариера като играч, Севидов започва да работи като треньор. От 2001 до 2004 г., с прекъсвания, работи в системата на донецкия „Металург“. От 2004 до 2005 г. е главен треньор на камянския „Стал“ и заедно с отбора става победител във Втора лига на Украйна и се изкачва в Първа лига.